# إفيميرويديا
الإفيميرويديا هي فصيلة عليا من ذباب مايو تنتشر في جميع أنحاء العالم باستثناء أركتيكا وانتاركتيكا وأستراليا.